# NK Perušić
NK Perušić je nogometni klub iz Perušića. 
Trenutačno se natječe u ŽNL Ličko-senjskoj.

## Povijest
Prvi nogometni klub u Perušiću je osnovan 1924. godine pod imenom NK Klisa i nije se službeno natjecao, već je samo igrao prijateljske utakmice. Nakon 2. svjetskog rata, odnosno 1947. godine, obnovljen je rad kluba pod novim imenom NK Udarnik i natjecao se na lokalnoj razini. 1991. godine klub mijenja ime u današnje, NK Perušić (s kratkim razdobljem 1992. – 1994. kada je uz ime kluba stajalo i ime glavnog sponzora, NK Alan-Perušić 1992). Najveći uspjeh kluba je bio 1999. godine kada se plasirao u 3. HNL, gdje se zadržao samo jednu sezonu, te se od tada natječe u ŽNL Ličko-senjskoj

### Plasmani kluba kroz povijest
| Sezona      | Liga              | Plasman    |
| ----------- | ----------------- | ---------- |
| 1999./2000. | 3. HNL – Zapad    | 16. mjesto |
| 2000./01.   | ŽNL Ličko-senjska | 8. mjesto  |
| 2001./02.   | ŽNL Ličko-senjska |            |
| 2002./03.   | ŽNL Ličko-senjska |            |
| 2003./04.   | ŽNL Ličko-senjska |            |
| 2004./05.   | ŽNL Ličko-senjska |            |
| 2005./06.   | ŽNL Ličko-senjska |            |
| 2006./07.   | ŽNL Ličko-senjska |            |
| 2007./08.   | ŽNL Ličko-senjska |            |
| 2008./09.   | ŽNL Ličko-senjska | 5. mjesto  |
| 2009./10.   | ŽNL Ličko-senjska | 9. mjesto  |
| 2010./11.   | ŽNL Ličko-senjska | 3. mjesto  |
| 2011./12.   | ŽNL Ličko-senjska | 4. mjesto  |
| 2012./13.   | ŽNL Ličko-senjska | 3. mjesto  |
| 2013./14.   | ŽNL Ličko-senjska | 7. mjesto  |
| 2014./15.   | ŽNL Ličko-senjska | 6. mjesto  |